# Хладник, Боштиан
Боштиа́н Хла́дник (словен. Boštjan Hladnik; 30 января 1929, Крань, Югославия, ныне Словения — 30 мая 2006, Любляна, Словения) — словенский кинорежиссёр, сценарист, актёр и монтажёр.

## Биография
Окончил Академию театрального искусства в Любляне и ИДЕК в Париже. Начинал как ассистент режиссёра у Клода Шаброля, Филиппа де Брока и Роберта Сиодмака. Снимал короткометражные фильмы, пока в 1960 году не дебютировал в большом кино («Танец под дождем»). Писал сценарии к своим картинам. Представитель югославской чёрной волны.

## Избранная фильмография

### Режиссёр
- 1957 — Жизнь — не грех / Življenje ni greh
- 1957 — Фантастическая баллада / Fantastična balada
- 1960 — Танец под дождем / Ples v dežju
- 1962 — Замок на песке / Peščeni grad
- 1963 — Эротикон – Карусель страстей / Erotikon - Karussell der Leidenschaften
- 1964 — Майбритт, девушка с острова / Maibritt, deklica iz otokov
- 1967 — Солнечный крик / Sončni krik
- 1970 — Маскарад / Maškarada
- 1972 — Когда приходит лев / Ko pride lev
- 1974 — Пунтар / Puntar
- 1974 — Революция / Revolucija
- 1975 — Белые травы / Bele trave
- 1979 — Убей меня нежно / Ubij me nežno
- 1985 — Время без сказок / Čas bez pravljic
- 1988 — Постскриптум / P.S. - Post Scriptum